# Schistocyttara nebulosa
Schistocyttara nebulosa är en fjärilsart som beskrevs av Turner 1941. Schistocyttara nebulosa ingår i släktet Schistocyttara och familjen spinnmalar. Inga underarter finns listade i Catalogue of Life.